# إدي براون (لاعب كرة قدم كندية)
إدي براون (بالإنجليزية: Eddie Brown)‏ هو لاعب كرة قدم كندية أمريكي، ولد في 6 أغسطس 1966 في ساكرامنتو في الولايات المتحدة.

## وصلات خارجية
- إدي براون على موقع JustSportsStats.com (الإنجليزية)